# Campionati del mondo di ciclismo su pista 2012
I Campionati del mondo di ciclismo su pista 2012 (en.: 2012 UCI Track World Championships) si svolsero alla Hisense Arena di Melbourne, in Australia, dal 4 all'8 aprile. Fu la terza volta che l'Australia ospitò i campionati del mondo su pista.
Il programma dei campionati comprendeva 19 eventi, di cui 10 maschili e 9 femminili. L'edizione, organizzata a poco meno di quattro mesi dall'inizio dei Giochi olimpici di Londra, costituiva anche l'ultima opportunità a disposizione dei pistard per conquistare i punti necessari alla qualificazione per le gare dei Giochi londinesi.

## Eventi
Mercoledì 4 aprile
- Inseguimento a squadre maschile
- Velocità a squadre femminile
- Scratch maschile
- Velocità a squadre maschile

Giovedì 5 aprile
- Inseguimento a squadre femminile
- Chilometro da fermo maschile
- Corsa a punti femminile

Venerdì 6 aprile
- Scratch femminile
- Velocità femminile
- Omnium maschile

Sabato 7 aprile
- Omnium femminile
- Keirin femminile
- Inseguimento individuale maschile
- Velocità maschile
- Corsa a punti maschile

Domenica 8 aprile
- Inseguimento individuale femminile
- 500 metri a cronometro femminile
- Keirin maschile
- Americana

## Medagliere
| Pos.   | Nazione       | Oro | Argento | Bronzo | Totale |
| ------ | ------------- | --- | ------- | ------ | ------ |
| 1      | Australia     | 6   | 6       | 3      | 15     |
| 2      | Gran Bretagna | 6   | 4       | 3      | 13     |
| 3      | Germania      | 2   | 2       | 1      | 5      |
| 4      | Francia       | 1   | 2       | 0      | 3      |
| 5      | Russia        | 1   | 1       | 0      | 2      |
| 6      | Nuova Zelanda | 1   | 0       | 4      | 5      |
| 7      | Belgio        | 1   | 0       | 2      | 3      |
| 8      | Polonia       | 1   | 0       | 0      | 1      |
| 9      | Canada        | 0   | 2       | 1      | 3      |
| 10     | Lituania      | 0   | 1       | 0      | 1      |
| 10     | Sudafrica     | 0   | 1       | 0      | 1      |
| 12     | Cina          | 0   | 0       | 1      | 1      |
| 12     | Danimarca     | 0   | 0       | 1      | 1      |
| 12     | Irlanda       | 0   | 0       | 1      | 1      |
| 12     | Paesi Bassi   | 0   | 0       | 1      | 1      |
| 12     | Stati Uniti   | 0   | 0       | 1      | 1      |
| Totale | Totale        | 19  | 19      | 19     | 57     |

## Podi
| Evento                            | Oro                                                                | Prestazione | Argento                                                           | Prestazione | Bronzo                                                      | Prestazione |
| Uomini                            |                                                                    |             |                                                                   |             |                                                             |             |
| Chilometro a cronometro dettagli  | Stefan Nimke Germania                                              | 1'00"082    | Michaël D'Almeida Francia                                         | 1'00"509    | Simon Van Velthooven Nuova Zelanda                          | 1'00"543    |
| Keirin dettagli                   | Chris Hoy Gran Bretagna                                            |             | Maximilian Levy Germania                                          |             | Jason Kenny Gran Bretagna                                   |             |
| Velocità dettagli                 | Grégory Baugé Francia                                              |             | Jason Kenny Gran Bretagna                                         |             | Chris Hoy Gran Bretagna                                     |             |
| Velocità a squadre dettagli       | Australia Matthew Glaetzer Shane Perkins Scott Sunderland          | 43"266      | Francia Grégory Baugé Michaël D'Almeida Kévin Sireau              | 43"267      | Nuova Zelanda Edward Dawkins Ethan Mitchell Sam Webster     | 43"812      |
| Inseguimento individuale dettagli | Michael Hepburn Australia                                          | 4'15"839    | Jack Bobridge Australia                                           | 4'16"313    | Westley Gough Nuova Zelanda                                 | 4'16"945    |
| Inseguimento a squadre dettagli   | Gran Bretagna Steven Burke Ed Clancy Peter Kennaugh Geraint Thomas | 3'53"295 WR | Australia Jack Bobridge Rohan Dennis Michael Hepburn Glenn O'Shea | 3'53"401    | Nuova Zelanda Sam Bewley Aaron Gate Westley Gough Marc Ryan | 3'57"592    |
| Corsa a punti dettagli            | Cameron Meyer Australia                                            | 33 p.ti     | Ben Swift Gran Bretagna                                           | 32 p.ti     | Kenny De Ketele Belgio                                      | 30 p.ti     |
| Americana dettagli                | Belgio Kenny De Ketele Gijs Van Hoecke                             | 24 p.ti     | Gran Bretagna Ben Swift Geraint Thomas                            | 18 p.ti     | Australia Leigh Howard Cameron Meyer                        | 11 p.ti     |
| Scratch dettagli                  | Ben Swift Gran Bretagna                                            |             | Nolan Hoffman Sudafrica                                           |             | Wim Stroetinga Paesi Bassi                                  |             |
| Omnium dettagli                   | Glenn O'Shea Australia                                             | 22 p.ti     | Zachary Bell Canada                                               | 28 p.ti     | Lasse Norman Hansen Danimarca                               | 29 p.ti     |
| Donne                             |                                                                    |             |                                                                   |             |                                                             |             |
| 500m da fermo dettagli            | Anna Meares Australia                                              | 33"010 WR   | Miriam Welte Germania                                             | 33"626      | Jessica Varnish Gran Bretagna                               | 33"999      |
| Keirin dettagli                   | Anna Meares Australia                                              |             | Ekaterina Gnidenko Russia                                         |             | Kristina Vogel Germania                                     |             |
| Velocità dettagli                 | Victoria Pendleton Gran Bretagna                                   |             | Simona Krupeckaitė Lituania                                       |             | Anna Meares Australia                                       |             |
| Velocità a squadre dettagli       | Germania Kristina Vogel Miriam Welte                               | 32"549 WR   | Australia Kaarle McCulloch Anna Meares                            | 33"597      | Cina Gong Jinjie Guo Shuang                                 | 32"870      |
| Inseguimento individuale dettagli | Alison Shanks Nuova Zelanda                                        | 3'30"199    | Wendy Houvenaghel Gran Bretagna                                   | 3'32"340    | Ashlee Ankudinoff Australia                                 | 3'33"593    |
| Inseguimento a squadre dettagli   | Gran Bretagna Danielle King Joanna Rowsell Laura Trott             | 3'15"720 WR | Australia Annette Edmondson Melissa Hoskins Josephine Tomic       | 3'16"943    | Canada Gillian Carleton Jasmin Glaesser Tara Whitten        | 3'19"529    |
| Corsa a punti dettagli            | Anastasija Čulkova Russia                                          | 31 p.ti     | Jasmin Glaesser Canada                                            | 28 p.ti     | Caroline Ryan Irlanda                                       | 24 p.ti     |
| Scratch dettagli                  | Katarzyna Pawłowska Polonia                                        |             | Melissa Hoskins Australia                                         |             | Kelly Druyts Belgio                                         |             |
| Omnium dettagli                   | Laura Trott Gran Bretagna                                          | 28 p.ti     | Annette Edmondson Australia                                       | 31 p.ti     | Sarah Hammer Stati Uniti                                    | 36 p.ti     |